# Северный аккорд

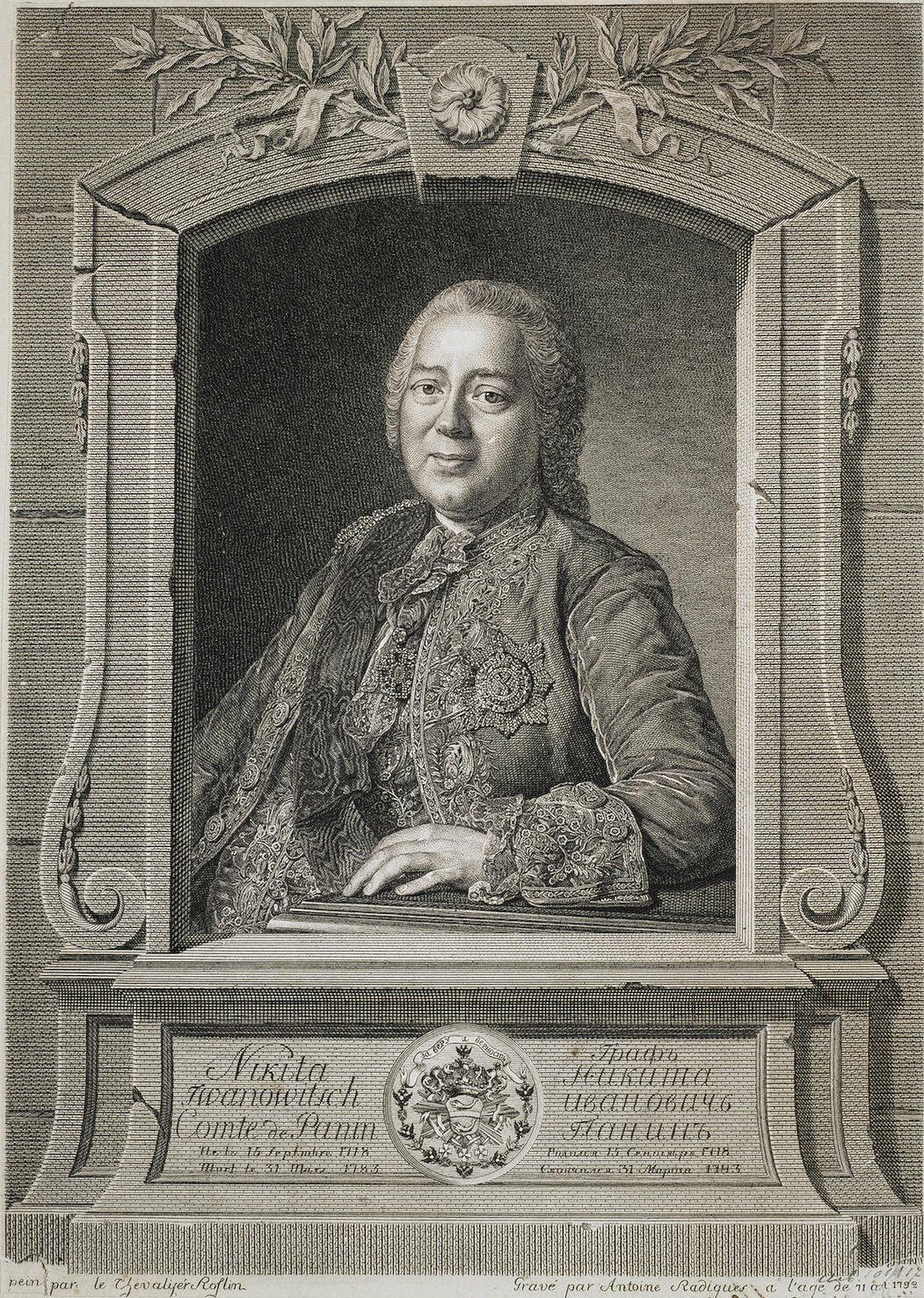
Н. И. Панин, основной архитектор политики «северного согласия»

Северный аккорд, Северная система — разработанный главой русской дипломатии Н. И. Паниным план создания союза северных держав (России, Пруссии, Швеции, Речи Посполитой и Дании), который при поддержке английского золота должен был противостоять намечавшейся после дипломатической революции гегемонии в европейских делах Франции и Австрии.
Отношения Франции и России на протяжении почти всего XVIII века были отмечены антагонизмом: французы засылали в Россию своих агентов, а русская казна не жалела средств на раздувание антифранцузских настроений при польском и шведском дворах. В ходе дипломатической революции, предшествовавшей Семилетней войне, образовался альянс извечных врагов, Бурбонов и Габсбургов, к которому на время войны в силу традиционного проавстрийского притяжения присоединилась и Российская империя.
В 1762 г. Россия вышла из войны, заключив сепаратный Петербургский мир с прусским королём Фридрихом II, что тут же настроило против неё вчерашних союзников — французов и австрийцев. Сразу вслед за этим начались переговоры о русско-прусском оборонительном союзе, который был оформлен уже после свержения Петра III новой императрицей Екатериной II 31 марта (11 апреля) 1764 года.
Екатерина поручила ведение внешнеполитических дел своему доверенному лицу, Никите Панину. Тот не одобрял планов раздела Польши, считая это государство ключевым звеном лелеемого им союза северных монархий. Ему удалось добиться разрыва опасного франко-шведского альянса и привлечь к «северному аккорду» (согласию) родного дядю императрицы, короля Швеции, в то время как на польский престол по взаимной договорённости Фридриха и Екатерины была избрана их креатура (Станислав Понятовский).
Сложнее всего было заручиться поддержкой могущественной Англии, которая с опаской взирала на усиление влияния России в германских и восточноевропейских делах. Во время Семилетней войны британцы поддержали прусского короля, но по окончании боевых действий сразу вернулись к традиционной политике континентального нейтралитета. Хотя англичане давно соперничали с французами за колониальный раздел мира, Семилетняя война дала разрядку накопившемуся в их отношениях напряжению, ослабив интерес лондонского двора к хитросплетениям европейской политики.
В 1766 году Панину удалось добиться подписания русско-английского торгового соглашения. В остальных вопросах интересы держав были слишком разнонаправлены. Российская дипломатия тратила огромные средства на поддержание северного аккорда, а его плюсы не были очевидны, особенно в условиях, когда фокус внешней политики сдвигался в южном направлении. В 1768 году разразилась новая война с турками, и здесь интересы России и Австрии в основном совпадали.
Англичане, наоборот, были заинтересованы в сохранении дряхлеющей Османской империи, так как появление в Средиземноморье мощного русского флота не входило в их планы. Поскольку англичане стремились хозяйничать в международных водах, русское правительство заявило 28 февраля 1780 года о морском вооружённом нейтралитете. На просьбу английского правительства предоставить солдат для подавления волнений в Северной Америке императрица ответила отказом. Эти действия поставили крест на северном аккорде.
Хотя русско-прусский альянс продлился до 1788 года и Фридрих очень высоко отзывался о нём, Панин был постепенно оттеснён от руководства внешнеполитическим ведомством сторонниками возобновления союзных отношений с Австрией. Все три державы — Пруссия, Россия и Австрия — принимали участие в первом разделе Польши. Русско-австрийский союз, направленный против турок, был окончательно оформлен в 1781 году.
Успехи русского оружия в войнах с турками встревожили англичан, которые в 1788 году поспешили возобновить союз с Пруссией и Голландией. Этот тройной альянс просуществовал всего три года, не в последнюю очередь благодаря активному противодействию русских дипломатов. В 1799 году идею Северной морской лиги без особого успеха пытался вернуть к жизни Никита Панин-младший.